# Municipio de Shetek
El municipio de Shetek (en inglés: Shetek Township) es un municipio ubicado en el condado de Murray en el estado estadounidense de Minnesota. En el año 2010 tenía una población de 296 habitantes y una densidad poblacional de 3,23 personas por km².

## Geografía
El municipio de Shetek se encuentra ubicado en las coordenadas 44°8′45″N 95°38′17″O / 44.14583, -95.63806. Según la Oficina del Censo de los Estados Unidos, el municipio tiene una superficie total de 91.76 km², de la cual 80,22 km² corresponden a tierra firme y (12,57 %) 11,53 km² es agua.

## Demografía
Según el censo de 2010, había 296 personas residiendo en el municipio de Shetek. La densidad de población era de 3,23 hab./km². De los 296 habitantes, el municipio de Shetek estaba compuesto por el 100 % blancos. Del total de la población el 1,35 % eran hispanos o latinos de cualquier raza.